# فرودگاه شهری کلامبس
فرودگاه شهری کلامبس (به انگلیسی: Columbus County Municipal Airport) یک فرودگاه است که یک باند فرود آسفالت دارد و طول باند آن ۱۶۷۶ متر است. این فرودگاه در کشور ایالات متحده آمریکا قرار دارد .